# Funkdafied
Funkdafied è il primo album in studio della rapper statunitense Da Brat, pubblicato nel 1994.

## Tracce
1. Da **** Ya Can't **** Wit' – 2:23
2. Fa All Y'all (feat. Kandi) – 3:19
3. Fire It Up – 3:30
4. Funkdafied (feat. Jermaine Dupri) – 3:05
5. May da Funk Be Wit' 'Cha (feat. LaTocha Scott) – 4:13
6. Ain't No Thang (feat. Y-Tee) – 3:54
7. Come and Get Some (feat. Kris Kross) – 3:12
8. Mind Blowin' – 4:31
9. Give It 2 You – 3:13